# Brislach
Brislach es una comuna suiza del cantón de Basilea-Campiña, situada en el distrito de Laufen. Limita al norte con la comuna de Zwingen, al noreste con Nenzlingen y Grellingen, al este con Himmelried (SO), al sur con Breitenbach (SO), al suroeste con Wahlen bei Laufen, y al oeste con Laufen.